# Cheilopallene trappa
Cheilopallene trappa är en havsspindelart som beskrevs av Clark, W.C. 1972. Cheilopallene trappa ingår i släktet Cheilopallene och familjen Callipallenidae. Inga underarter finns listade i Catalogue of Life.